# IPad mini (2012)
De iPad mini die Apple Inc. op 23 oktober 2012 aankondigde is een kleinere versie van de iPad. 
Deze iPad mini heeft een nieuw ontwikkelde behuizing, in plaats van een kopie van die van de eerdere iPads. De randen zijn dunner dan bij een reguliere iPad. Dit heeft ervoor gezorgd dat het scherm groter kon worden dan bij andere tablets met vergelijkbare afmetingen. Tegelijk bracht het een nieuw probleem met zich mee: je duim schuift vaak op het scherm in plaats van dat hij op de behuizing blijft zitten. Hiervoor heeft Apple speciale software ontwikkeld die herkent met welke vinger(s) wordt gewerkt en met welke het scherm wordt vastgehouden. Het toestel heeft een schermdiagonaal van 7,9 inch. De schermresolutie komt overeen met de iPad 2 (1024×768), echter wel over een kleiner schermoppervlak, waardoor de iPad mini toch een grotere pixeldichtheid heeft dan de iPad 2. Ook heeft de iPad mini de nieuwste wifitechnologie aan boord. De iPad mini heeft een Apple A5-chip, dezelfde chip die in de iPad 2 te vinden is. Gezien zowel de derde als vierde generatie iPad een nieuwere chip bevatten, was dit minder vernieuwend. Door te bezuinigen op het scherm en de chip kan de mini echter wel als budgetmodel in de winkel worden verkocht.
Alle modellen van de iPad mini hebben met een 5MP-camera aan de achterkant, waarmee foto's kunnen gemaakt worden. Verder kan men filmen in 1080p-kwaliteit (1920×1080). Aan de voorkant zit een FaceTime HD-camera waarmee 1,2MP-foto's gemaakt kunnen worden en filmpjes in 720p-kwaliteit (1280×720). Beide camera's hebben "tap to focus", gezichtsherkenning en geotagging.
De iPad mini was leverbaar in 2 kleuren:
- zwart: zwarte rand rond het scherm met een zwarte aluminium achterkant en zwart glanzend Applelogo;
- wit: witte rand rond het scherm met een zilveren aluminium achterkant en zilver glanzend Applelogo.

De opslaggroottes waren 16 GB, 32 GB en 64 GB.